# 20870 Kaningher
20870 Kaningher è un asteroide della fascia principale. Scoperto nel 2000, presenta un'orbita caratterizzata da un semiasse maggiore pari a 2,8361015 UA e da un'eccentricità di 0,0726613, inclinata di 2,47445° rispetto all'eclittica.